# Локалита Каза Вали (Гросето)
Локалита Каза Вали (итал. Località Casa Valli) је насеље у Италији у округу Гросето, региону Тоскана.
Према процени из 2011. у насељу је живело 16 становника. Насеље се налази на надморској висини од 75 м.